# That Pedal Show
That Pedal Show is een YouTubekanaal waarop de Britse gitaristen Mick Taylor en Daniel Steinhardt sinds 2016 hun Webshows maken. Taylor en Steinhardt begonnen in februari 2015 met That Pedal Show op het YouTubekanaal van Steinhardts bedrijf The GigRig, maar stapten begin 2016 over naar een eigen kanaal. Het kanaal heeft anno 2024 400.000 volgers.

## Webshows
Iedere vrijdag publiceren zij een aflevering over gitaren en aanverwante randapparatuur, in het bijzonder effectpedalen waarin ze een uur lang praten over een onderwerp en dat al gitaarspelend inzichtelijk maken. Op maandagen maken ze een live Q & A-aflevering op YouTube, waarbij ze ingaan op vragen van kijkers over de voorgaande aflevering(en). Ook maken beide heren zo nu en dan een vlog, bijvoorbeeld over het uitvoeren van een gitaarmodificatie. Pick ‘n Mix was de titel van doordeweekse shows, waarbij ze zonder al te veel uitleg nieuwe pedalen proberen. De opnames worden gemaakt in hun eigen video-opnamestudio, waar een arsenaal aan gitaren, versterkers en pedalen aanwezig is, evenals professionele audiovisuele opnameapparatuur.
Naast Steinhardt en Taylor is er ook technicus Simon, die nooit in beeld verschijnt, maar soms wel inbreekt met enige kennis of een anekdote uit zijn tijd als roadie voor diverse artiesten.
De show wordt bekostigd met reclameopbrengsten van YouTube, giften via YouTube-superchats, Patreon en de verkoop van merchandise.

## Achtergrond
Mick Taylor (niet te verwarren met ex-Rolling Stones-gitarist Mick Taylor) heeft een achtergrond in de journalistiek en was jarenlang redacteur en later eindredacteur van het Engelse vakblad Guitarist. Zijn recensies en interviews voor dat blad werden vaak ook als vertaling in het Nederlandse blad Gitarist opgenomen. Daarna ging hij aan de slag bij muziekwinkel Anderton’s om de online-marketing middels YouTubevideo’s van de grond te krijgen.
Daniel Steinhardt is een in Engeland wonende Australiër. Hij is eigenaar van The GigRig, een door hem in 2004 opgericht bedrijf dat voedings- en schakelsystemen voor professionele pedalboards (borden waarop effectpedalen worden gemonteerd) ontwikkelde en verkoopt, en daarnaast pedalboards voor professionele artiesten inricht. Zelf heeft hij in de jaren 1990 als gitarist met artiesten getoerd. Daniel Steinhardt is een broer van zangeres Darlene Zschech.
Taylor en Steinhardt leerden elkaar kennen toen ze beiden zijdelings wat hand- en spandiensten verleenden bij de opstart van gitaarversterkerfabrikant Victory en samen een demonstratievideo opnamen.

## Gasten
Zo nu en dan is er een gast in de show. Vaak zijn dat gitaristen die die week hun pedalboard voor een tournee door Steinhardt hebben laten inrichten. Enkele bekende gasten waren onder anderen Ed O'Brien (Radiohead), Graham Coxon (Blur), Noel Gallagher, Devin Townsend, Matt Scofield, Greg Koch, Chris Buck, Andy Timmons, Robben Ford en Dave Gregory (ex-XTC). Daarnaast zijn er ook ontwerpers van pedalen te gast, waaronder Paul Reed Smith en Josh Scott (JHS). Ook is That Pedal Show een enkele keer zelf te gast bij een pedalenfabrikant, gitaarbouwer of gitarist. Effectpedalenfabrikant Keeley heeft in samenwerking met Steinhardt en Taylor een dubbel overdrivepedaal op de markt gebracht onder naam D&M Drive.